# Ken Arvidson
Kenneth Owen Arvidson (1938 – 2011), der zumeist unter dem Namen K O Arvidson veröffentlichte und Ken Arvidson genannt wurde, war ein neuseeländischer Dichter und Hochschullehrer.

## Die frühen Jahre
Arvidson wurde in Hamilton geboren und besuchte dort und in Auckland katholische Schulen. Seine Sekundarausbildung fand am Sacred Heart College statt. Zeitlebens blieb er seiner katholischen Herkunft in Leben und Werk in kritischer Solidarität verbunden.
Arvidson arbeitete u. a. als Krankenpfleger, bevor er sich als Student an der University of Auckland einschrieb und Ende der 1950er Jahre begann, während seines naturwissenschaftlichen Studiums Gedichte zu veröffentlichen. Arvidson wechselte in einen Kunstkurs, studierte Deutsch (als Vorstufe für den MSc-Abschluss) und besuchte Vorlesungen u. a. bei Bill Pearson, John Reid, M. K. Joseph, Allen Curnow.
Während seines Magisterstudiums im Fach Englisch unterrichtete Arvidson von 1961 bis 1963 Senior English am St. Peter’s College. Insbesondere lehrte und beeinflusste er 1963 den Dichter Sam Hunt, einen der nachmals bekanntesten neuseeländischen Dichter, der dort damals die Oberstufe besuchte. Auch Terry Locke, ein anderer bekannter Dichter und späterer Hochschullehrer, profitierte von seiner engagierten Lehre und zählte Arvidson zu seinen wichtigen Einflüssen. Arvidson stiftete in St. Peter einen Preis für Poesie, der im Stiftungsjahr an Sam Hunt verliehen wurde.

## Als Dichter und Hochschullehrer
Arvidsons Dichtung erschien in neuseeländischen und internationalen Literaturzeitschriften und wurde in Australien und Japan sowie in den Lyrik-Sammlungen von Penguin, Oxford University Press und anderen neuseeländischen Sammlungen anthologisiert. Nicht wenige von Arvidsons Gedichten haben Leid und Verlust zum Thema; sie sind jedoch nie rein elegisch, sondern nicht selten durch menschenfreundliche Ironie, aber auch durch ein grundsätzliches Gottvertrauen aufgewogen. Zeitgeschichtliche und religiöse, manchmal prophetisch anmutende Einsichten und Erfahrungen finden sich in vielen seiner Gedichte.
Rat und konstruktive Kritik teilte der hochbelesene und bescheiden auftretende Dichter vielen seiner neuseeländischen und internationalen Kollegen mit, wobei der vielbeschäftigte Arvidson mit kollegialer Einfühlungsgabe großzügig seine Zeit und Ressourcen zur Verfügung stellte. Arvidson korrespondierte mit verschiedenen neuseeländischen und internationalen Dichter- und Akademikerkollegen, hierzu zählen etwa Frank Sargeson, Maurice Shadbolt, Lauris Edmond, Michael King und Vincent O’Sullivan, mit dem er 1974 eine Lesung ausgewählter neuseeländischer Poesie auf Schallplatte aufnahm. O’Sullivan charakterisierte Arvidsons Dichtung später folgendermaßen: „Man hat das Gefühl, dass sich [in seiner Lyrik] der ganze Mensch, der kreative Schriftsteller und Gelehrte und der aufmerksame soziale Kommentator um die wichtigsten kulturellen Entwicklungen seines Landes und seiner Zeit kümmert.“
Während seiner gesamten Dichtertätigkeit beschäftigte sich Arvidson auch mit Kultur und Dichtung aus dem deutschsprachigen Raum. Sie fand in zahlreichen Gedichten, z. B. zu Richard Strauss und Rainer Maria Rilke, aber auch in akademischen Veröffentlichungen, ihren Ausdruck.
Als Hochschullehrer unterrichtete Ken Arvidson Englische Literatur und Komparatistik u. a. an der Auckland University, der Flinders University in South Australia (ab 1967), der University of the South Pacific in Suava, Fidji (ab 1974), der University of Adelaide sowie der University of Waikato, an der er viele Jahre lang als Professor für Englisch wirkte. Arvidson forschte und veröffentlichte u. a. zu John Ruskin, Gerard Manly Hopkins, John Henry Newman und anderen viktorianischen Schriftstellern und Intellektuellen. Als kenntnisreicher Kritiker und Herausgeber trug Arvidson wesentlich zur internationalen Verbreitung zeitgenössischer neuseeländischer und südpazifischer Literatur und Kultur bei. Besondere Verdienste erwarb er sich für die Herausgabe einer Werkausgabe von Lauris Edmund. Arvidson war ein assoziiertes Mitglied des Darwin College, Cambridge, England sowie ein Professional Associate des East-West Centers in Honolulu, Hawai’i.

## Dichtung (Auswahl)
- Riding the Pendulum, Poems 1961–1969, Oxford University Press, 1973
- Mid-Winter Orkney. In Sport 17: Spring 1996
- Fish and chips on the merry-go-round, Oxford University Press, 1997
- Some Legends of the Civil War. In: Sport 20: Autumn 1998
- Readings, Lincoln University Press and Daphne Brasell Assocs., 1998
- By the clear fountain, Oxford University Press, 2000

## Herausgebertätigkeit
- Lauris Edmond: Selected Poems 1975–2000, Bridget Williams Books, 2001